# Hilding Fagerberg
Hilding Fagerberg, född 17 september 1913 i Grönahög, uppvuxen i Hjälmseryd, och död 2 februari 2006 i Norrahammar, var evangelist inom Svenska Alliansmissionen och författare. Han var känd för sina dråpliga och otroliga berättelser talade från hjärtat. Han använde sig av humor för att lätta upp stämningen under möten som han höll. Fagerberg har av många kallats för ett original. Han förekommer på flera ställen i bokserien Humor i helgade hyddor av Roberth Johansson.

## Externa webbplatser
- Hilding Fagerberg